# NGC 5214A
NGC 5214A is een spiraalvormig sterrenstelsel in het sterrenbeeld Jachthonden. Het hemelobject werd op 9 april 1787 ontdekt door de Duits-Britse astronoom William Herschel.

## Synoniemen
- MCG 7-28-29
- KCPG 381A
- IRAS 13306+4207
- PGC 47679